# John F. Simms
John Field Simms, Jr., född 18 december 1916 i Albuquerque, New Mexico, död 11 april 1975, var en amerikansk politiker. Han var guvernör i delstaten New Mexico 1955-1957.
Simms var ledamot av New Mexico House of Representatives, underhuset i delstatens lagstiftande församling, 1947-1949. Han vann 1954 års guvernörsval i New Mexico som demokraternas kandidat. Simms lyckades inte bli omvald och lämnade politiken efter sin tid som guvernör.